# Anna Späth

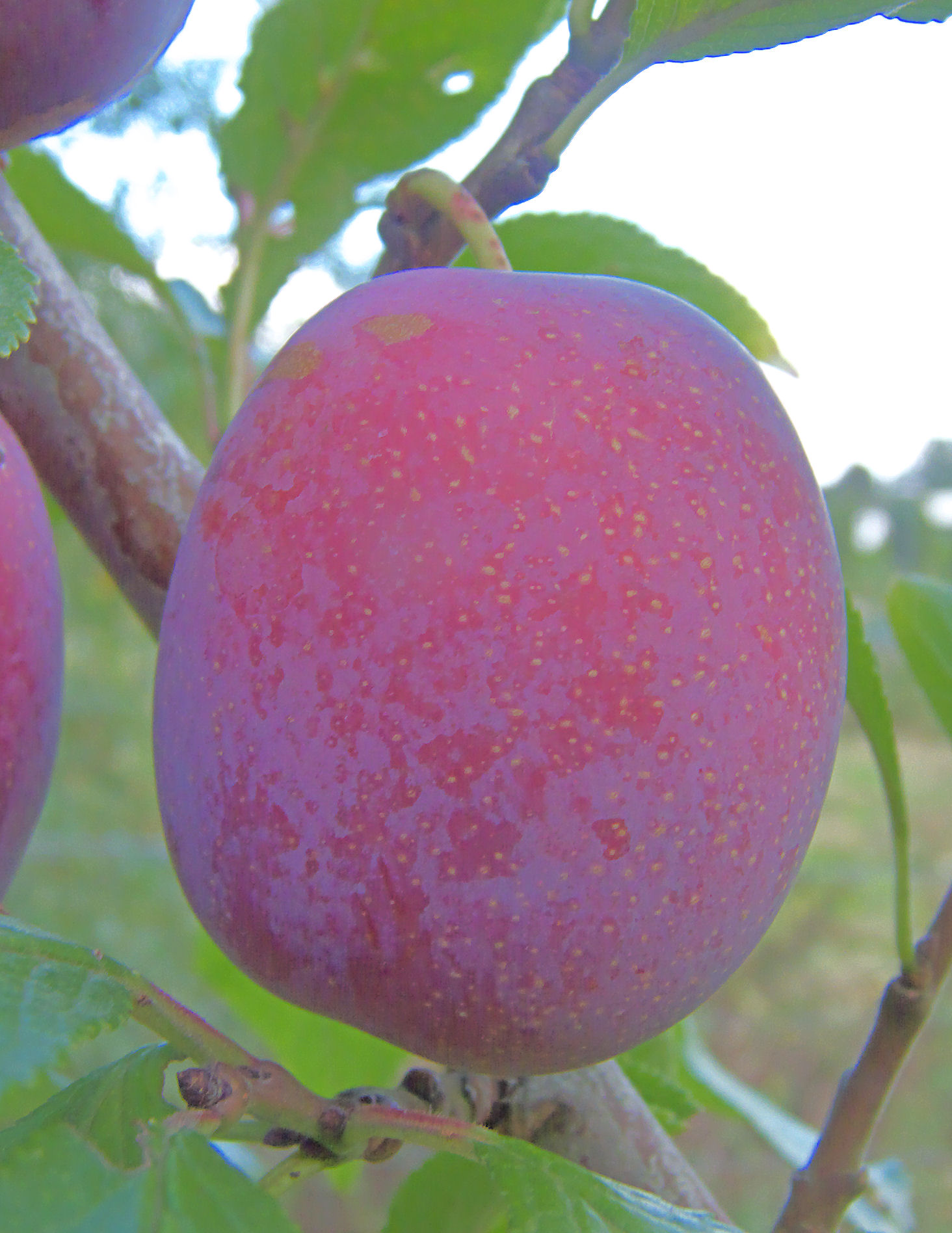
Plod.

Anna Späth (Prunus domestica 'Anna Späth') je ovocný strom, kultivar druhu slivoň z čeledi růžovitých. Je řazena mezi pološvestky. Odrůda je samosprašná, je určená spíše pro teplejší polohy.

## Původ
Byla vypěstována v Německu, kde vznikla jako semenáč z volného opylení.

## Vlastnosti
Růst strom má vzrůstnost středně bujnou. Sklizeň ovoce je pravidelná a vysoká. Samosprašná odrůda, je dobrým opylovačem. Dozrává v polovině září.  je doporučována pro teplejší polohy ale dobře snáší i chráněná stanoviště v středně teplých oblastech.

## Plod
Plod je malý až středně velký. Slupka plodu je fialová, ojíněná, dužnina jde špatně od pecky. Dužnina je žlutavě zelená, při plném vyzrání až velmi sladká, aromatická, velmi dobrá. 

## Opylovači

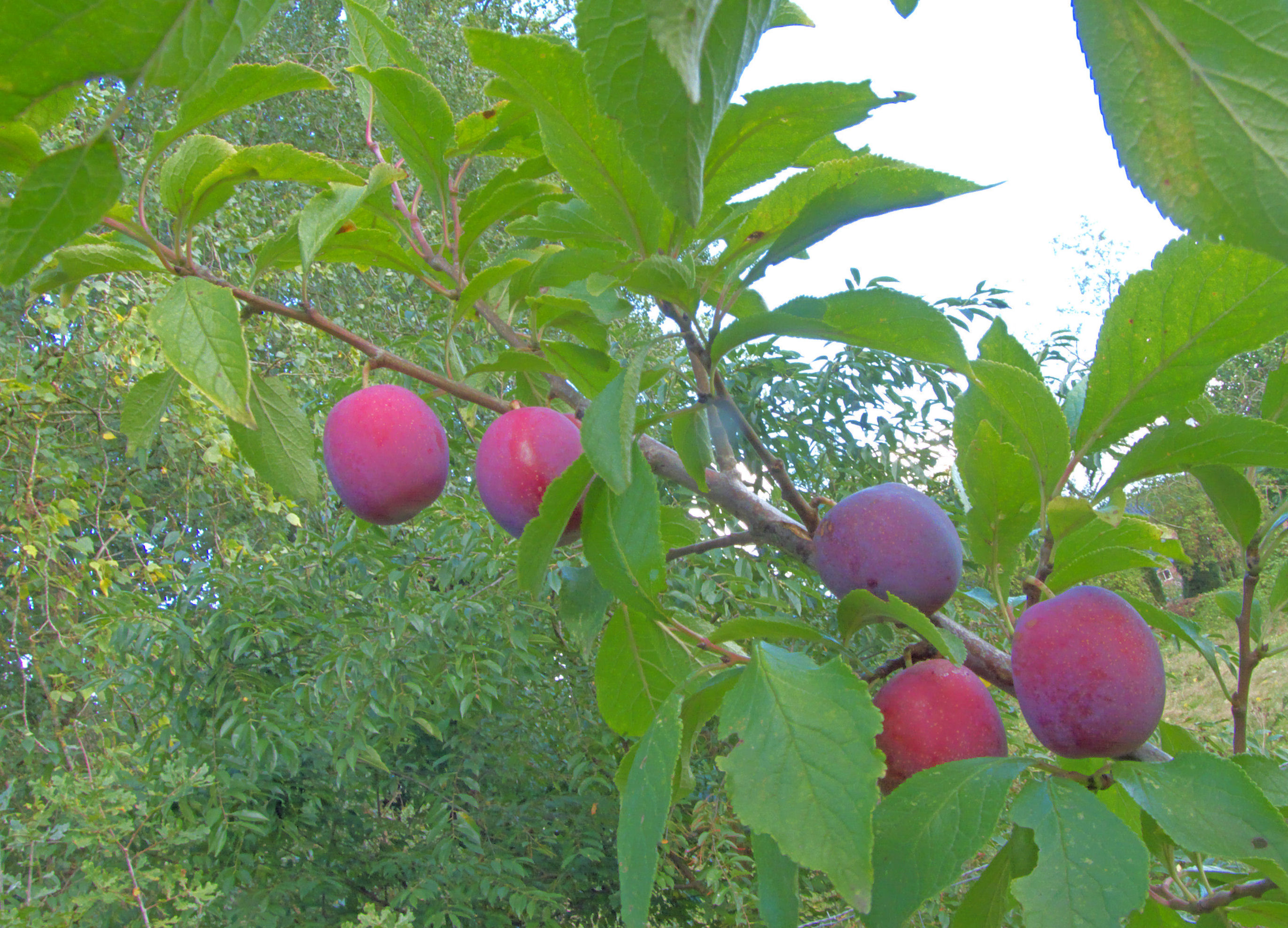
Větev s plody.

Althanova renklóda, Kateřinská, Washington, Vejčitá. 

## Choroby a škůdci
Odrůda je tolerantní k šarce.